# بیبی‌متال
بیبی‌متال (ژاپنی: ベビーメタル هپبورن: Bebīmetaru) (به انگلیسی: Babymetal) یک گروهٔ موسیقی کاوایی متال متشکل شده از سوزوکا ناکاموتو به‌عنوان «سو-متال»، موآ کیکوچی به‌عنوان «موآمتال» و موموکو اوزاکی به‌عنوان «مومومتال» می‌باشد.